# Ladybird, Ladybird (película)
Ladybird, Ladybird es una película dramática británica de 1994 dirigida por Ken Loach, protagonizada por Crissy Rock y Vladimir Vega. La película recibió críticas positivas de los críticos y Rock ganó el Oso de Plata a la Mejor Actriz en el 44.º Festival Internacional de Cine de Berlín.

## Trama
En un bar de karaoke de Londres, alrededor de 1987, Maggie Conlan, una mujer con un pasado problemático, conoce al inmigrante paraguayo Jorge y toma una copa con él. Un flashback revela que Maggie fue testigo de cómo su padre golpeaba a su madre, y le confiesa a Jorge (a quien llama George) que sus cuatro hijos, todos con diferentes padres, están al cuidado de los servicios sociales. Maggie se va, pero olvida su billetera, que Jorge le devuelve después de perseguir su autobús. La pareja va a una pizzería, luego regresa al apartamento de Jorge, donde Maggie le cuenta a Jorge sobre sus experiencias con su exnovio alcohólico y abusivo Simon. En un flashback, Maggie y sus hijos se mudan a un refugio para mujeres. De vuelta en el presente, los dos comienzan a besarse, pero Maggie se pone histérica e intenta salir del apartamento de Jorge, revelando sus sentimientos no resueltos de pérdida por sus hijos. En un flashback, Maggie está cantando en un club cuando el camarero la llama a casa y descubre que ha habido un incendio en el refugio y que su hijo Sean ha resultado herido en el incendio. Maggie va al hospital donde es entrevistada por la policía, que está preocupada porque Maggie dejó a los niños solos. Ella afirma haber dejado la llave con su amiga Jill debido a los niños alborotadores en el refugio, pero Jill no recuerda esto. Después del incendio, Sean es colocado en un hogar de acogida. Maggie lo visita y es grosera con su madre adoptiva, Mary, a quien acusa de tratar de quedarse con su hijo. Maggie sube y ve a Sean, pero le causa dolor cuando intenta cambiarle los vendajes de manera inapropiada.
De vuelta en el presente, Maggie y Jorge tienen sexo. En otro flashback, Maggie se encuentra con un par de trabajadores sociales, quienes le dicen que necesita ser evaluada en un centro de rehabilitación para tener la oportunidad de recibir a Sean de vuelta, a lo que ella se resiste. Finalmente cede y va a la casa de reinserción social, pero se va casi inmediatamente después de ver un altercado con otro paciente. Ahora casi fugitiva, Mairead dice que no puede quedarse con su familia, y Maggie dice que no puede regresar al refugio. Esto la lleva a regresar con Simon, con quien planea abandonar la ciudad y esconderse en la casa de la hermana de Simon. Cuando se van, una trabajadora social se enfrenta a Maggie y le dice que perderá a sus hijos si huye de la ciudad, pero Maggie se va de todos modos. Simon insiste en que se detengan y recojan el cheque de asistencia social del gobierno de Maggie, pero teme que las autoridades los encuentren. Simon la echa de la camioneta y la agrede, y ella deja a los niños en la camioneta de Simon, donde luego se los llevó la policía. De vuelta en el presente, Jorge revela que es un refugiado político de Paraguay y que no ha regresado por temor a ser asesinado debido a sus puntos de vista disidentes. También revela que tiene una esposa en Paraguay, pero que ha estado fuera tanto tiempo que no está seguro de si todavía están casados o no.
En la audiencia judicial de Maggie, un médico que testifica dice que cree que Maggie ama a sus hijos, pero no es capaz de cuidarlos adecuadamente, citando su historia con Simon. Maggie comienza a protestar audiblemente y sale corriendo de la sala del tribunal para decirle a Jorge que el tribunal le ha quitado a todos sus hijos. Jorge, por su parte, revela que su visa ha expirado y que se quedará en Inglaterra como extranjero ilegal, rompiendo sus boletos de avión y declarando su compromiso con Maggie, quien más tarde se revela que está embarazada del hijo de Jorge. La pareja se muda a un nuevo apartamento, donde Jorge conoce inadvertidamente a su irascible vecina, la Sra. Higgs. Jorge consigue un trabajo por debajo de la mesa en un restaurante de pollos, y regresa a casa con Maggie, quien tiene una crisis nerviosa cuando ve un anuncio de adopción en el periódico para Sean.
Maggie y Jorge se enzarzan en una disputa con la Sra. Higgs, quien hace comentarios raciales sobre Jorge antes de que esta última la rocíe juguetonamente con una manguera de jardín. Maggie va al hospital y tiene al bebé, pero el supervisor de Jorge le descuenta dos días de sueldo a pesar de que solo falta un día por el nacimiento de su hijo. Un visitador de salud viene a preguntar por el bebé, pero Maggie miente sobre su identidad y se niega a entrar. La visitadora de salud regresa más tarde, revelando que sabe que los hijos de Maggie están bajo cuidado, instándola a llevar al bebé a la clínica para un chequeo. Mairead y sus hijos llegan al apartamento, cuando llega la policía y los Servicios Sociales (se da a entender que la Sra. Higgs ha revelado a los Servicios Sociales que Maggie está tratando de no ser encontrada) y se llevan al bebé bajo una orden de seguridad. Maggie crece visiblemente angustiada y tiene que ser sujetada mientras la policía se lleva al bebé.
Maggie se entrevista con una serie de trabajadores de Servicios Sociales con el fin de quedarse con el bebé, pero finalmente se cansa de poner una fachada y explota en la cara del tercer trabajador para entrevistarlos, revelando su odio arraigado desde hace mucho tiempo por los Servicios Sociales basado en su creencia de que no la sacaron de su hogar sexualmente abusivo cuando era niña. En un nuevo juicio, la Sra. Higgs sube al estrado y miente diciendo que Jorge ha sido físicamente abusivo con Maggie. También se interroga a Jorge, se le critica por ser un refugiado violento y también se le interroga sobre su esposa en Paraguay. Mientras Jorge se toma un descanso de los procedimientos, se le entregan los papeles de deportación después de que su empleador revela su condición de inmigrante ilegal como una forma de represalia. El tribunal finalmente declara que Maggie no es una madre apta debido a su falta de autocontrol, falta de intelecto y negativa a trabajar con los Servicios Sociales.
Más tarde, Jorge regresa al piso y revela que se le ha concedido permiso para permanecer en el país debido a su buen carácter. Reitera su deseo de quedarse con Maggie, quien se pone histérica y agrede a Jorge, quien sale del apartamento antes de regresar y reconciliarse con Maggie. Maggie se queda embarazada de nuevo, y después de que nace el bebé, los Servicios Sociales llegan y anuncian que tienen otra orden de seguridad para ejecutar. Maggie intenta tirarse por la ventana y es sedada como respuesta. La película muestra a Maggie y Jorge en casa, donde tienen una última pelea y reconciliación. La película termina con una tarjeta de título sobre los últimos momentos del metraje:
Maggie y Jorge han tenido tres hijos más a quienes se les ha permitido quedarse. No se les ha dado acceso a sus dos primeras hijas. Maggie dice que piensa todos los días en todos sus hijos perdidos.

## Elenco
- Crissy Rock como Maggie Conlan
- Vladimir Vega como Jorge
- Sandie Lavelle como Mairead
- Mauricio Venegas como Adrián
- Ray Winstone como Simón
- Claire Perkins como Jill
- Jason Stracey como Sean
- Luke Brown como Mickey
- Lily Farrell como Serena
- Scottie Moore como el padre de Maggie
- Linda Ross como la madre de Maggie
- Rosemary Frankau como abogada
- Yvonne Riley como trabajadora social principal

## Banda sonora
- Candles - Escrito por Caly Domitila Caneck

- Delilah - Escrito por Les Reed y Barry Mason
- I Like It - Escrito por Mitch Murray
- Whole Lotta Shaking Going On - Escrito por Curly Williams y Sunny David
- Ain't Nothin' Goin' On But the Rent - Escrito por Gwen Guthrie
- (I Never Promised You a) Rose Garden - Escrito por Joe South
- The Rose -Escrito por Amanda McBroom
- Up Where We Belong - Escrito por Jack Nitzsche, Will Jennings y Buffy Sainte-Marie
- La Felicidad - Escrito por Palito Ortega[2]

## Ficha técnica
- Dirección: Ken Loach
- Guion: Rona Munro
- Compositor: Georges Fenton
- Director de fotografía: Barry Ackroyd
- Editor: Jonathan Morris
- Diseño de producción: Martin Johnson
- Productora: Channel Four Films
- País de origen: Reino  Unido
- Idioma original: inglés
- Género: Drama, Película social
- Duración: 1 hora 42 minutos

## Estreno

### Recepción
El sitio web agregador de reseñas Rotten Tomatoes le da a la película un índice de aprobación del 67%, basado en 9 reseñas.
En una reseña que otorgó cuatro estrellas de cuatro, el crítico Roger Ebert declaró que la actuación de Crissy Rock fue "la actuación más fuerte en cualquier película de los últimos 12 meses" y opinó que debería obtener una nominación al Oscar.

### Premios y nominaciones
La película ganó el Premio del Jurado Ecuménico en el 44.º Festival Internacional de Cine de Berlín. Por su actuación, Rock ganó el premio a la Mejor Actriz en el Festival Internacional de Cine de Chicago de 1994.   También ganó un Premio del Círculo de Críticos de Cine de Londres a la Actriz Británica del Año y fue nominada para un premio del Círculo de Críticos de Cine de Nueva York a la mejor actriz. Ladybird, Ladybird recibió una nominación a Mejor Película Extranjera en la 10.ª edición de los Independent Spirit Awards.